# Josef Locher (Landwirt)
Josef Locher (* 21. Juni 1878 in Hundersingen; † 19. Juli 1964 in Stuttgart) war ein deutscher Landwirt.
Locher gehörte 1946 als Vertreter der Landwirte der Vorläufigen Volksvertretung von Württemberg-Baden an.